# Ramusella filamentosa
Ramusella filamentosa är en kvalsterart som först beskrevs av Sandór Mahunka 1985.  Ramusella filamentosa ingår i släktet Ramusella och familjen Oppiidae. Inga underarter finns listade i Catalogue of Life.